# 주인공 (페르소나 3)
주인공(일본어: 主人公)은 아틀러스가 개발한 2006년 롤플레잉 비디오 게임인 《페르소나 3》의 등장인물이다. 게임에서 주인공은 이와토다이시에 있는 월광관 고등학교로 전학 온 고아이며, 초자연적인 존재인 섀도우가 자유롭게 돌아다니는 "섀도 타임"이라는 현상을 발견한다. 페르소나라는 능력을 각성한 후, 주인공은 학교 친구들과 함께 특별과외활동부(S.E.E.S.)를 결성하여 섀도 타임과 섀도우의 위협을 제거하는 데 전념한다. 페르소나 3의 오리지널 버전과 업데이트 버전인 《페르소나 3 페스》 및 《페르소나 3 리로드》에서는 주인공이 남성이지만, 《페르소나 3 포터블》에서는 아틀러스가 여성으로 플레이할 수 있는 옵션을 추가하여 기존 플레이어에게 더 많은 선택지를 제공하고 새로운 여성 팬층을 유치했다.
두 주인공 모두 소에지마 시게노리가 디자인했으며, 플레이어가 공감할 수 있는 평범한 젊은이를 만드는 것을 목표로 했다. 일본어판에서 남성 주인공은 이시다 아키라가 성우를 맡았으며, 영어판에서는 대부분의 미디어에서 유리 로언솔이, 게임의 리메이크작인 페르소나 3 리로드에서는 알렉스 리가 성우를 맡았다. 여성 주인공은 일본어판에서 이노우에 마리나가, 영어판에서는 로라 베일리가 성우를 맡았으며, 게임의 무대화 작품인 《페르소나 3: 더 위어드 마스커레이드》에서는 남성 및 여성 주인공이 각각 아오이 쇼타와 아스미 카나가 연기했다. 남성 주인공의 캐릭터는 4부작 애니메이션 영화 각색판을 위해 재작업되었으며, 노리아키 아키타야 감독은 침묵하는 캐릭터에게 자신만의 개성을 부여하는 데 압박감을 느꼈다고 설명했다.
주인공은 영화와 2023년 페르소나 3 포터블 리마스터에서 공식적으로 유키 마코토(結城 理)로 알려져 있다. 만화 각색판에서는 아리사토 미나토(有里 湊)로 명명되었다. 더 위어드 마스커레이드에서는 시오미 사쿠야(汐見 朔也)라는 이름이 주어졌으며, 여성 주인공이 시오미 코토네(汐見 琴音)라는 이름이 주어져 나중에 2023년 《페르소나 3 포터블 리마스터》에서 여주인공의 공식 이름으로 재사용되었듯이 여성 상대방과 서로 성이 같다. 페르소나 3 포터블 외에도 여주인공은 《페르소나 Q2 뉴 시네마 래버린스》와 《퍼즐앤드래곤》에도 등장한다. 캐릭터에 대한 비평가의 반응은 대체로 긍정적이었다.

## 디자인 및 특징
페르소나 3의 주인공은 소에지마 시게노리가 게임을 위해 처음으로 디자인한 캐릭터이다. 초기 캐릭터 디자인은 "진부한 쿨가이"로 보았기 때문에 성숙하고 침착한 모습으로 만들었다. 소에지마는 다른 캐릭터가 주인공의 디자인을 보완하도록 만들어질 것이기 때문에 주인공을 디자인하는 데 다른 어떤 캐릭터보다도 더 많은 시간이 걸렸다. 'Art of Persona 3'에서 소에지마는 "처음에는 평범하고 잘생긴 젊은이처럼 더 정직해 보였다. 하지만, 나는 그의 표정에서 더 큰 모호함을 보여주기 위해 노력했다"고 언급했다. 또한 그 캐릭터가 "숨겨진 멋"을 가지고 있다고 덧붙였다. "돌이켜보면 그는 그 캐릭터가 충분히 모호하지 않다고 생각했다"고 말해서 《페르소나 4》의 주인공을 만들 때 소에지마는 나루카미 유의 모든 성격이 플레이어의 게임 내 행동과 결정에 부합되게 묘사되도록 만들었다.
노리아키 아키타야 감독은 자신의 애니메이션 영화 버전에서도 비슷한 딜레마에 직면했다. 그는 가장 큰 어려움 중 하나가 "...게임의 플레이어인 주인공을 영화의 유키 마코토라는 캐릭터로 만들고, 그 [주인공]을 스토리에 어떻게 통합할지 알아내는 것이었다"고 설명했다. 이 때문에 아키타야는 게임에서 이미 확립된 내용을 충실히 유지하면서도 그의 대사, 제스처 및 행동 측면에서 캐릭터를 구성하는 방식에 극도로 신중을 기했다. 아키타야는 팬이 주인공에게 자신만의 고유한 이름과 성격을 선택할 수 있었기 때문에 게임 개별 팬들의 기대를 전부는 충족시키지 못했을 것이라고 인정했다. 대신 아키타야는 팬의 주인공에 대한 가장 일반적인 특성을 통합하여 유키의 캐릭터를 형성하는 길을 택했다.
아키타야는 영화에서 가장 좋아하는 장면이 주인공이 처음으로 페르소나를 소환하는 장면이었다고 말했다. 그는 주인공의 광적인 웃음과 거친 숨소리가 장면에 깊이를 더하고 애니메이션 감독 케이스케 와타베의 캐릭터 디자인을 영화의 주요 매력 중 하나로 확립하는 데 도움이 되었다고 설명했다. 아키타야는 초기 사전 제작 단계에서 주인공의 이름이 아직 결정되지 않았고, 첫 번째 초안이 개발될 때까지 "야마다 츠키타로"(山田 月太郎)라는 임시 이름을 제안했지만, 구마가이 준이 각본 작업을 시작했을 때도 이 임시 이름이 4~5개월 동안 변경되지 않았고 결국 변경했음에도 불구하고 아키타야는 이 이름에 정이 들었다고 농담했다.
이시다 아키라는 일본어 각색판에서 주인공의 목소리를 맡았다. 아키라는 파로스와 주인공의 역할을 모두 맡았기 때문에 주인공이 파로스와 처음 만나는 장면을 녹음하는 것이 즐거웠다고 언급했다. 페르소나 3의 영어 버전에서는 주인공과 료지의 역할을 모두 유리 로언솔이 맡았다. 《디지털 데빌 사가》 게임의 주인공을 맡았던 이전 역할과 마찬가지로 로언솔은 광범위한 대사를 가지고 있지 않았다. 그의 주요 임무는 페르소나의 이름을 외치는 것이었다. 현지화 편집자 난바 유는 처음에는 그의 연기에 대해 걱정했지만, 로언솔은 이름을 정확하게 발음할 수 있었다. 그는 이를 《던전 & 드래곤》에 대한 자신의 사랑 덕분으로 돌렸다.
페르소나 3 포터블에는 여성 캐릭터로 플레이할 수 있는 옵션이 있다. 이 선택은 스토리의 일부가 바뀐다. 주인공이 처음 얻는 페르소나인 오르페우스는 다른 모습을 가지며, 벨벳 룸의 이고르의 조수 엘리자베스는 테오도르라는 남성 캐릭터로 바뀐다. 여주인공을 만들면서 제작진은 남주인공과 비교했을 때 새로운 특징을 가진 캐릭터를 목표로 삼았고, 이는 기존 게이머들에게 새로운 기능이 되고 여성 팬층을 유치하는 데도 도움이 된다고 예상했다. 여주인공을 디자인하는 것은 쿠지카와 리세와 키리조 미츠루와의 유사성 때문에 어려웠다. 그 결과 최종 디자인은 덜 아름다운 모습을 채택했다. 아름다운 디자인을 목표로 삼았기 때문에, 아틀러스는 개발팀에게 소녀가 어떤 무기를 휘둘러야 하는지 물었다. "소녀가 거대한 무기를 휘두를 때 귀여워 보인다"거나 "멋있어 보이면 좋다"는 대답이 있었고, 그래서 나기나타를 주었다. 또한, 나기나타는 남성 주인공의 일본도를 대조하기 위한 것이었다. 페르소나 3 이후의 페르소나 게임은 작업량 문제로 여주인공을 포함하지 않았지만, 페르소나 3 포터블에서는 재출시 개발 상황과 내러티브가 주인공의 성별을 다른 큰 변경 없이 변경할 수 있도록 허용했기 때문에 가능했다.

## 등장

### 페르소나 3에서
페르소나 3의 주인공은 이와토다이 기숙사로 이사 온 후, "섀도 타임" 동안 섀도우들의 습격을 받을 때 바보 아르카나의 오르페우스와 죽음 아르카나의 타나토스 페르소나를 소환하는 능력을 알게 된다. 미츠루는 주인공에게 SEES에 합류할 것을 요청하고, 나중에 전투에서 팀의 리더로 선출된다. 주인공은 여러 페르소나를 휘두르고 전투 중에 전환할 수 있는 와일드 카드 능력을 가지고 있다는 점에서 동료 중 독특하다. 게임을 진행하면서 또한 심판 아르카나의 메시아와 페르소나 3 FES에서 바보 아르카나의 오르페우스 텔로스를 얻는다. 와일드 카드의 힘으로 주인공은 150개 이상의 다른 페르소나에 접근할 수 있다. 게임을 진행하면서 플레이어는 주인공이 학교에 다니고, 과외 활동에 참여하며, 친구 및 다른 캐릭터와 시간을 보내면서 일상 일정을 관리하는 임무도 가진다. 벨벳 룸의 주인인 이고르는 주인공이 사람들과 사회적 연결을 형성하도록 권장하는데, 이는 전투에서의 그의 잠재력을 결정할 것이기 때문이라고 말한다. SEES와 협력하면서 주인공은 시작과 앞으로의 여정의 무한한 가능성을 상징하는 바보 아르카나의 사회적 연결을 구축한다. 주인공이 모치즈키 료지를 살려주기로 결정하면, 바보 아르카나의 사회적 연결은 심판 아르카나로 변하는데 이는 주인공의 여정의 끝과 지금까지 일어난 일을 되돌아보는 것을 상징한다.
주인공은 고아이다. 부모는 페르소나 3 사건이 일어나기 10년 전에 사망했으며, 주인공은 자신이 자란 도시로 돌아온다. 12월에 플레이어는 '죽음'이라는 섀도우가 아이기스에게서 어린 시절 주인공에게 봉인되었다는 사실을 알게 되는데, 아이기스 자신은 그 섀도우를 물리칠 수 없었다. 죽음 섀도우는 주인공을 열두 개의 다른 더 큰 섀도우로 이끌 수 있었다. 그들을 물리침으로써 예언자가 창조되었는데, 이는 닉스를 세상으로 소환하여 세상을 파괴하는 존재이다. SEES는 타르타로스 꼭대기에서 예언자와 싸우지만, 닉스가 지구로 내려오는 것을 막을 수 없다. 주인공은 닉스에 들어가 축적된 사회적 연결의 힘을 사용하여 "위대한 봉인"으로 닉스를 봉인한다. 이로 인해 자신의 생명은 잃는다.

### 다른 매체에서 등장
《페르소나 3 FES》는 "에피소드 아이기스"(Episode Aegis)라는 에필로그를 도입하여 원작 게임을 확장한다. 후일담에서는 주인공이 닉스를 봉인하는 데 사용된 위대한 봉인이 된 후 사망했음을 밝힌다. 위대한 봉인으로 이끌린 SEES는 그것이 에레부스라는 생명체에게 공격받고 있음을 발견한다. 마코토는 《페르소나 4》와 속편 《페르소나 4 아레나》에는 등장하지 않지만, 이 게임에서 이고르의 조수 엘리자베스가 주인공을 위대한 봉인으로서의 운명에서 구출할 방법을 찾기 위해 자신의 자리를 떠났음이 밝혀진다.
플레이스테이션 포터블 이식판인 페르소나 3 포터블에서는 여주인공을 조작하는 옵션이 추가되었다.
주인공은 게임과 관련된 새로운 이야기를 다루는 여러 라디오 드라마에도 등장한다. 만화에서 주인공은 "아리사토 미나토"(有里 湊)라는 이름으로 불린다. 거기서 주인공은 자주 피곤하거나 졸린 조용한 십대이며, 먹고 요리하는 것을 좋아하는 것으로 묘사된다. 주인공은 《페르소나 Q: 섀도우 오브 더 래버린스》에도 등장하며, 페르소나 4의 캐릭터와 힘을 합쳐 섀도우를 물리친다. 무대 뮤지컬 각색판인 《페르소나 3: 더 위어드 마스커레이드》에서는 남주인공은 "시오미 사쿠야"(汐見 朔也)로 불리고 아오이 쇼타가 연기했으며, 여주인공은 "시오미 코토네"(汐見 琴音)로 불리며 아스미 카나가 연기했다.
일본의 애니메이션 영화 시리즈 페르소나 3 극장판에서는 "유키 마코토"(結城 理)라는 이름을 사용한다. 마코토는 영화의 삶과 죽음이라는 주제에 대해 처음에는 양가적인, 무관심한 사람으로 묘사되며 새로운 경험을 통한 주인공의 성장이 영화의 초점이다. 《페르소나 3 댄싱 문 나이트》에서도 같은 이름을 사용한다.
《슈퍼 스매시브라더스 얼티밋》에서 Mii 캐릭터 의상으로 등장한다. 또한 페르소나 시리즈와의 크로스오버의 일환으로 모바일 게임 《스타 오션: 아남네시스》에도 등장한다.
《페르소나 Q2 뉴 시네마 래버린스》에서 플레이 가능한 캐릭터로도 등장하며, 여주인공은 다른 우주에서 온 대체 인물로 설정되었다. 남주인공은 《페르소나 5 더 로열》의 다운로드 가능 콘텐츠 보스전으로도 등장한다.
《페르소나 5: 더 팬텀 X》에서도 콜라보 스토리로 등장한다.

## 평가
주인공 캐릭터에 대한 비평은 긍정적이었다. 게임스파이의 패트릭 조인트는 페르소나 3에서 캐릭터의 사회 생활을 칭찬했는데, 이는 플레이어가 여러 다른 캐릭터와 상호 작용하고 그들의 흥미로운 이야기를 배울 수 있게 해주었기 때문이다. GamesRadar+는 마코토가 "일본 RPG의 전형"이지만, 그가 사회 생활을 다루는 것을 보는 것이 신선하다고 언급했다. RPGFan의 데미안 토마스는 주인공과 기숙사 동료들 사이의 상호 작용을 게임의 가장 좋은 부분 중 하나로 꼽았는데, 각 사회적 연결에서 캐릭터 성장이 있었기 때문이다. 또한 게임 인포머의 킴벌리 월러스가 10번째로 좋은 페르소나 캐릭터로 선정했는데, 월러스는 페르소나 3에서의 주인공의 역할을 존경스럽게 여겼다. 스벤 드불렉키는 주인공과 페르소나의 유대가 깊다고 생각했지만, 페르소나 4는 섀도우의 형태로 숨겨진 두려움에 직면하는 등장인물을 통해 그러한 연결을 더 잘 탐구한다고 썼다. 리메이크작 리로드의 출시와 관련하여 Automaton Media는 플레이어가 연애 관계를 시작하는 데 너무 많은 노력이 필요하며, 주인공이 최고점에 도달한 후에도 대부분의 연애 상대와 너무 친밀해지지 못하여 페르소나 4 및 페르소나 5의 주인공이 파트너와 더 원하는 로맨틱한 순간을 가졌다고 지적했다.
페르소나 3 극장판: #1 봄의 탄생에서의 캐릭터 묘사에 대한 반응도 호평을 받았다. 코타쿠의 리처드 아이젠바이스는 주인공을 처음에는 "양가적이고, 망가진 캐릭터..."로 묘사했으며, 주인공의 성장이 중심이 되어 영화에 "적절한 완성감"을 부여했다고 평했다. Japanator의 엘리엇 게이는 마코토가 "공허하고, 냉담하며, 멀리 떨어져 있는 젊은이"에서 "무엇을 하려는 진정한 결단력도 없는" 상태에서 한 사람으로서 성장하는 것이 영화의 주요 초점 중 하나라고 보았다. 주인공의 아이기스와의 관계와 코믹한 행동 또한 두 번째 영화 리뷰에서 게이로부터 칭찬받았다. 하지만 페르소나 3 극장판: #4 겨울의 탄생에서의 그의 특징은 평소보다 더 침묵하여 캐릭터 서사에 퇴보감을 주었다고 비판받았다.
페르소나 3 포터블에 여주인공이 추가된 것은 다른 캐릭터와의 상호작용 방식이 다르다는 점과 잠재적인 리플레이 가치를 더한다는 점에서 IGN으로부터 칭찬을 받았다. 디스트럭토이드도 동의하며, 특히 새로운 주인공 버전이 원작 게임에서는 불가능했던 캐릭터들과 로맨틱한 관계를 형성할 수 있다는 점을 강조했다. RPGFan은 여성 주인공의 관계에 플레이어가 시간을 보낼 수 있다는 점에서 IGN에 동의했다. GamesRadar+는 처음에는 차이점이 단지 외형적인 것일 수 있지만, 캐릭터와 출연진, 특히 소셜 링크 캐릭터와의 상호작용은 매우 다르다고 말했다. 게임 인포머는 원작 페르소나 3의 기존 플레이어가 새로운 주인공의 오리지널 페르소나 덕분에 새로운 콘텐츠를 즐길 수 있을 것이라고 주장했다. 마라 공과대학교의 Shazwin Bt. Sahmir와 Norlela Ismail은 "킹덤 하츠 II (2005)와 페르소나 3 포터블 (2009)의 스토리텔링 기법 비교 분석"에서 주인공을 독특하게 친절하고 침착하며 어둠의 시간을 다루는 데 익숙하고 종종 만나는 다른 캐릭터에게 위안을 제공한다고 보았다. 필자는 플레이어가 여성 아바타를 사용하여 신지로와 유대감을 형성하면 다른 사람들을 돕기 위해 주어진 새로운 메커니즘 덕분에 포터블 버전에서 주인공의 행동이 더욱 두드러진다고 지적한다. 선택된 성별에 관계없이 주인공은 시종일관 침묵을 지키며, 시각 소설과 유사하게 플레이어가 게임에 몰입할 수 있도록 한다. 무르시아 대학교의 후안 F. 벨몬테는 여성 아바타가 코로마루와 형성하는 관계를 파이널 판타지 VI의 섀도우와 인터셉터, 또는 파이널 판타지 VII의 클라우드 스트라이프와 레드 XIII과 같은 게임 속 애완동물과의 다른 유명한 관계로 비교했는데, 이는 페르소나 애완동물이 주인공과 상호작용하면서 인간적인 느낌을 줄 정도로 발전하기 때문이다. 이러한 유대감의 발전은 파이널 판타지 IX의 프레이야와 지단 트라이벌에 비유되는데, 양측 모두 로맨스의 결과로 이종 간의 관계처럼 느껴진다.
아틀러스가 페르소나 3 리메이크에 여주인공이 없을 것이라고 발표했을 때, Inverse 작가 윌라 로우는 그 결정을 강하게 비판했는데 그러한 플레이어의 아바타를 페르소나 3 포터블에서 최고의 캐릭터로 보았기 때문이다. Inverse는 특히 여성 주인공이 게임에서 가능한 여러 대사에서 남성 주인공보다 더 호감이 가고, 부정적인 고정관념과 섞이지 않은 명백히 퀴어적인 이야기를 다루는 점에서 그녀를 좋아했다. 코타쿠는 그녀의 불포함으로 인해 팬들이 분개했다는 점을 지적했다. 한편, 영어 성우 교체와 관련하여 유리 로언솔은 Aleks Le가 남성 주인공 역할에서 자신을 계승할 가치가 있다고 믿었다. GamesRadar+는 여주인공의 삭제에 대한 팬들의 부정적인 반응을 비판하며, 더 많은 예고편을 기다려야 할 것이라고 믿었다. 여성 아바타를 포함하려는 열망은 게임 팬들이 만든 모드인 Femc 리로디드 프로젝트로 이어졌으며, 이러한 캐릭터의 중요성과 인기를 보여주면서 언론의 주목을 받았다. 리메이크의 프로듀서인 와다 카즈히사는 여성 주인공이 포함되지 않은 주된 이유가 예산 및 시간 관련 문제 때문이라고 설명했다. 그는 여성 주인공에 대한 수요를 인정했지만, 그녀가 리로드에 추가될 가능성은 여전히 낮다고 말했다.
이 프로젝트의 개발자는 여주인공과 함께 테오도르와 같은 선택적 남성 벨벳 룸 안내원, 포터블 사운드트랙에 있는 여성 주인공의 대체 오버월드, 학교, 전투, 소셜 링크 테마 등 포터블에만 있었던 다른 기능들을 복원하려고 노력했다. 이 모드는 리로드가 출시된 지 17일 후인 2024년 2월 19일에 공개되었다.